# 西黒森
西黒森（にしくろもり）は、愛媛県西条市と高知県いの町にまたがる山。四国山地西部の石鎚山脈に属し、四国百名山に選定されている。山頂近くの南側を瓶ヶ森林道が通り、容易に山頂に立つことが出来る。また、当山より東に向かって「神鳴池（かんならし）」「自念子ノ頭（じねんごのかしら）」「東黒森（ひがしくろもり）」も同林道により容易に行くことができるのでここで紹介する。

## 西黒森
標高=1,861m

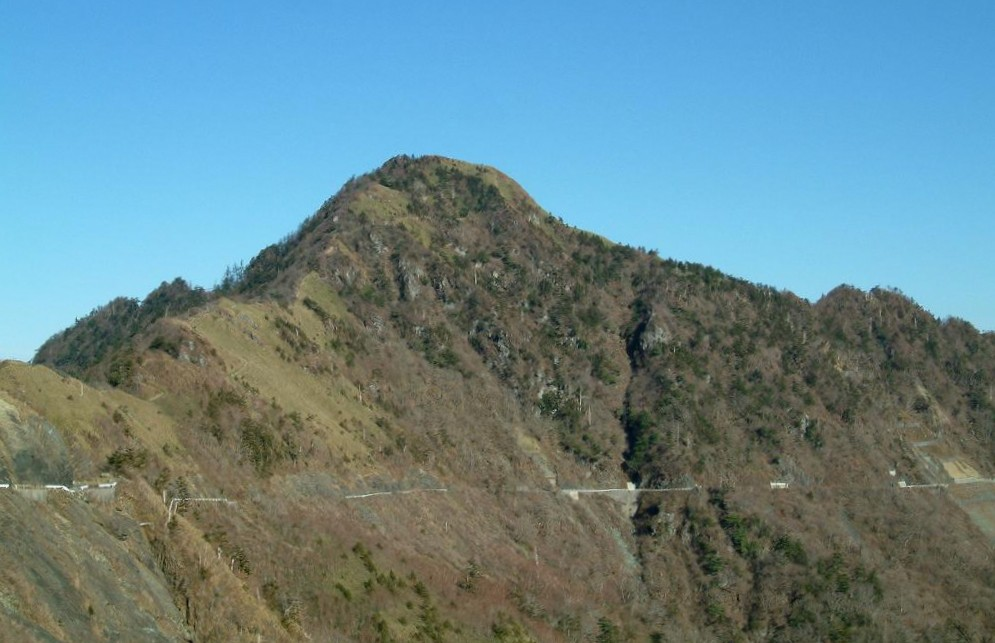
西黒森を西南西から
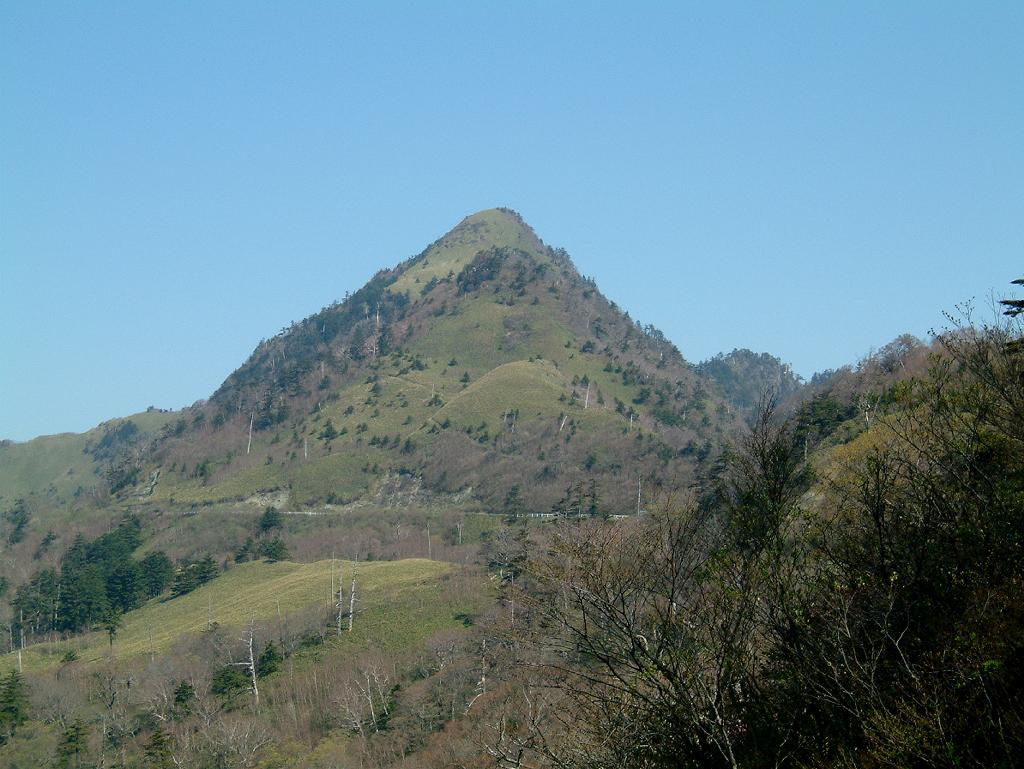
西黒森を南東から
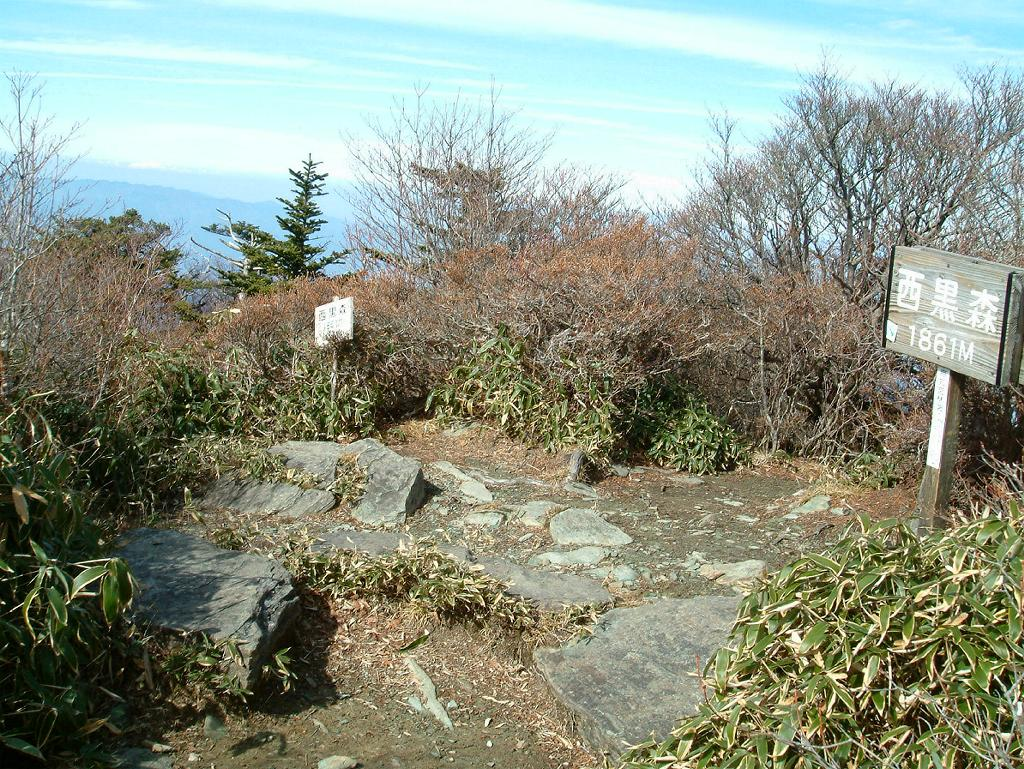
西黒森の頂上

## 神鳴池
標高=1,580m

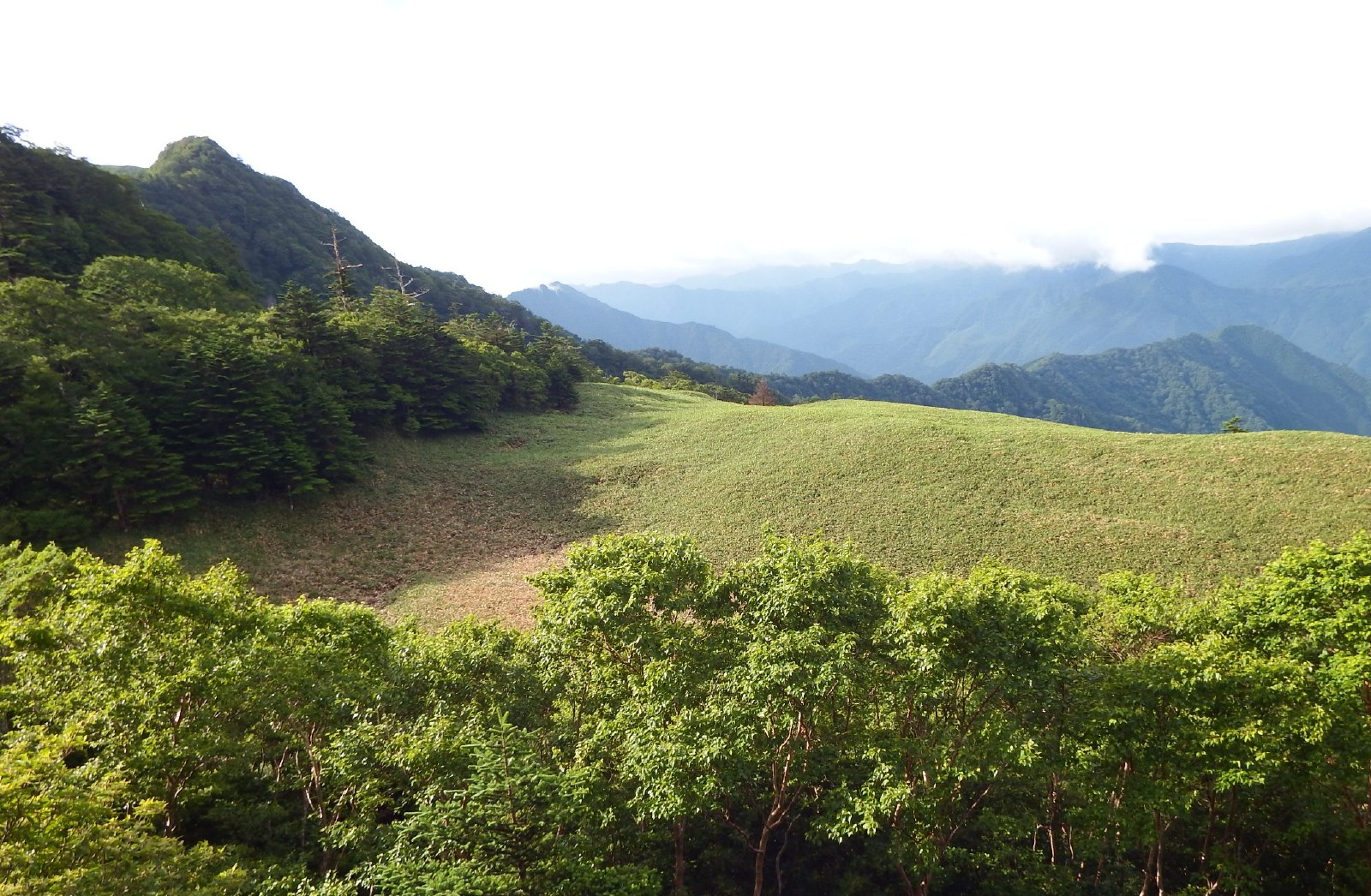
神鳴池

神鳴池（かんならし）は、西黒森と自念子ノ頭の間の西黒森寄りにあり瓶ヶ森林道の南側脇にある。今は水は無い。かつては水が湧き吉野川の源流であったと云われている。石碑には東経133度12分52秒北緯33度47分06秒と書かれている。中央構造線と御荷鉾構造線の間にある三波川結晶片岩地帯に属し古期崩壊で生じた大亀裂でできた池である。おも池と呼ばれフカモミの大木が茂り深い池であったと云われている。
ある夏の日照りのとき村人はこの池で祈祷師芳太夫に雨乞いをして貰っていると、池の主である蜘蛛が出てきて蜘蛛の糸を芳太夫に巻きつけたが、糸をブナの大木に付け替えると大木は大音響をなし沈んでいった。芳太夫は主はいづこと聞くと投げ入れたところと答え、石を投げ入れたところ、石が池の中央に泳いでいき沈んでいった。人々はそれ以来恐れをなし近づかなくなった、という伝説がある。

## 自念子ノ頭
標高=1,701.8m

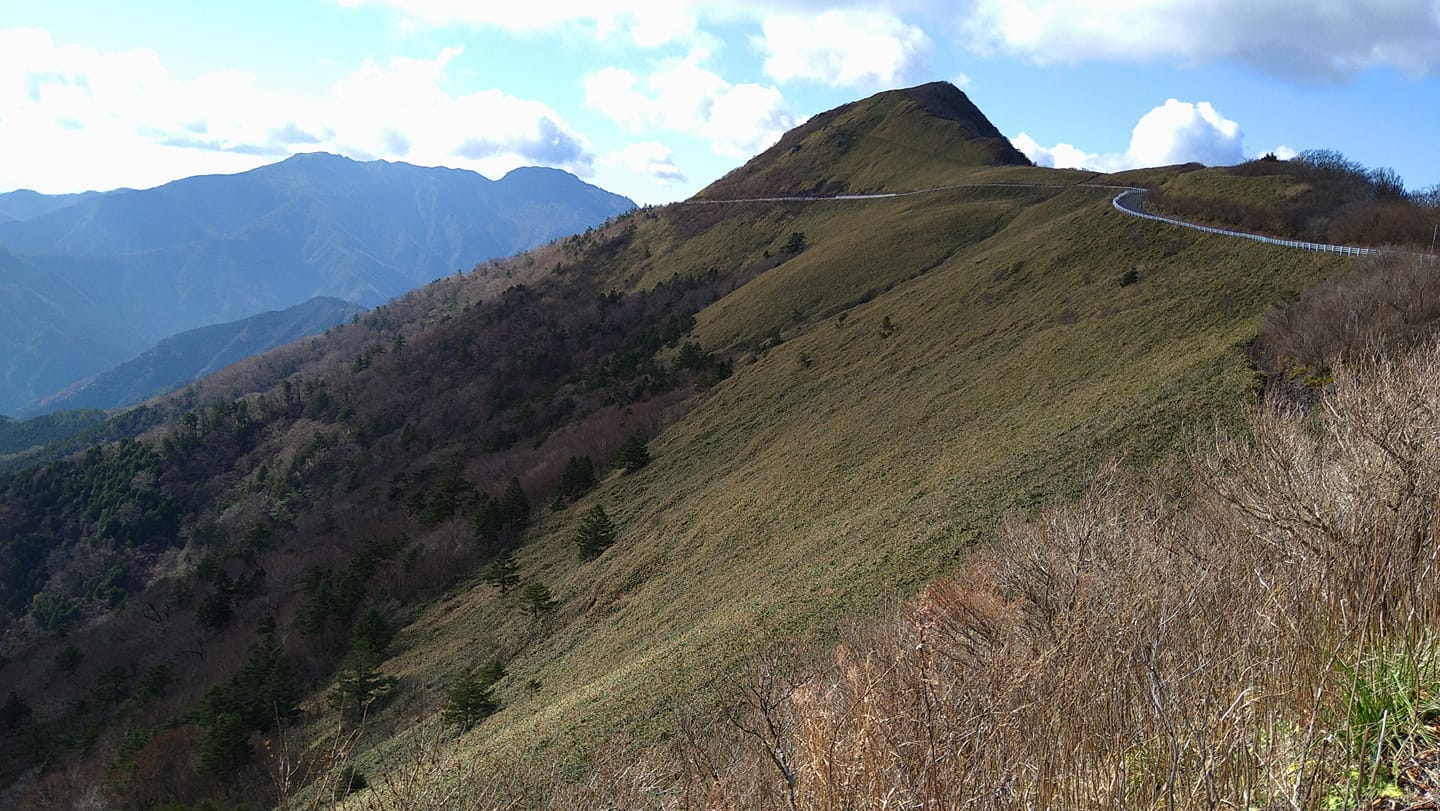
自念子ノ頭
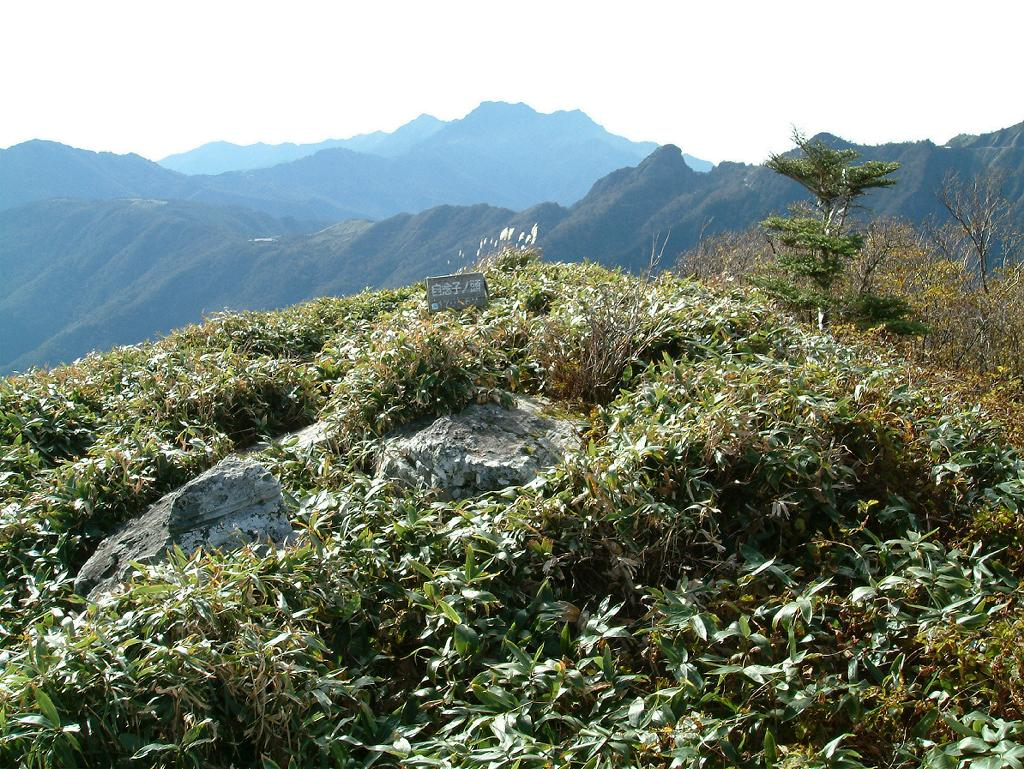
自念子ノ頭の頂上

## 東黒森
標高=1,735m

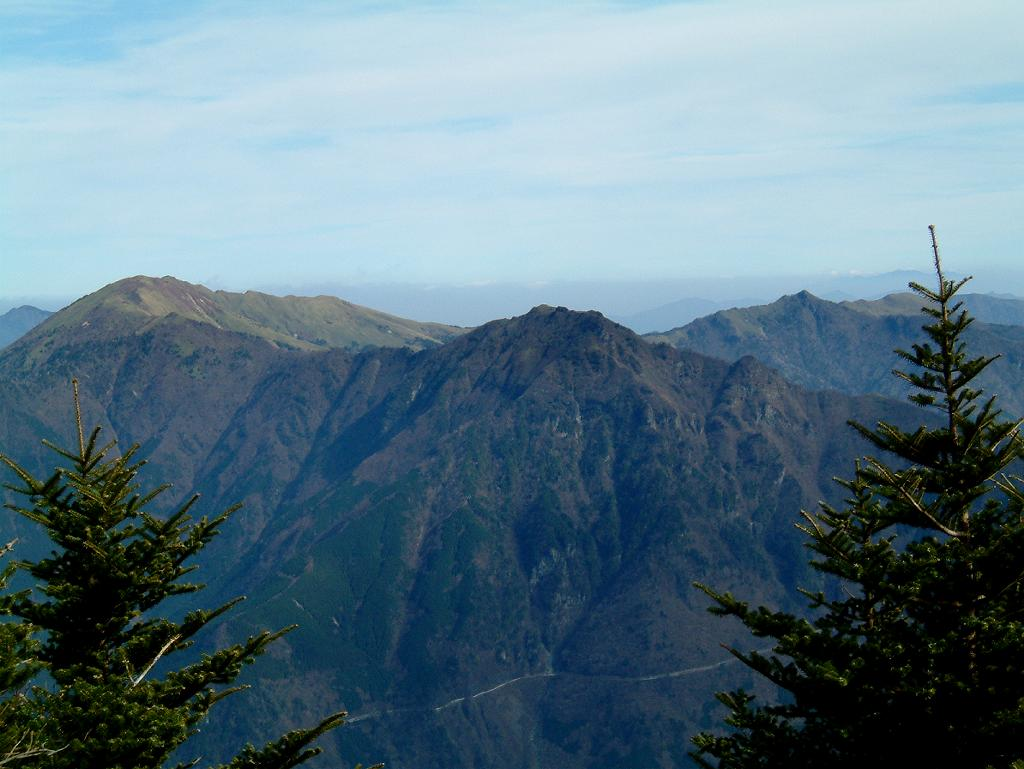
東黒森
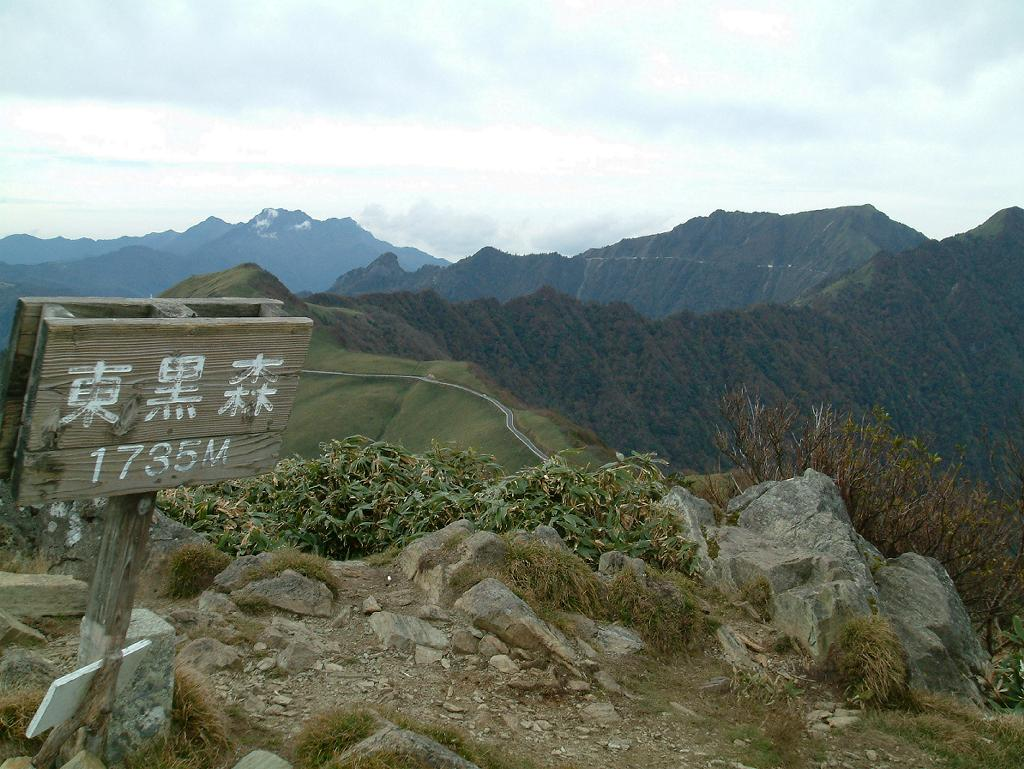
東黒森の頂上

## 周辺の山々
```
堂ヶ森
━
二ノ森
━
石鎚山
━
岩黒山
━伊吹山━子持権現山━
瓶ヶ森
━
西黒森
━
神鳴池
━
自念子ノ頭
━
東黒森
━
伊予富士
━
寒風山
━
笹ヶ峰
━
ちち山

　　　　　　　　　　　　　
```